# Haeffners koralbok
Haeffners koralbok betitlades "Svensk choralbok. Af kongl. psalm-kommitén gillad och antagen år 1819".

## Tillkomst
År 1800 färdigställde hovkapellmästaren Johann Christian Friedrich Haeffner ett förslag till ny koralbok, men denna utgavs inte förrän 1808 och då i reviderad upplaga. När en ny psalmbok framtogs i mitten av 1810-talet under ledning av Johan Olof Wallin, kom Haeffner i åtanke eftersom han under många år både komponerat och musik och skrivit många tidskriftsartiklar om kyrkomusik. 1818 fick han, på Erik Gustaf Geijers initiativ, det officiella uppdraget att vara redaktör för koralboken till den nya, s.k. Wallinska psalmboken. Koralboken benämns oftast Haeffners koralbok eftersom den hör till 1819 års psalmbok, men trycktes 1820 och 1821.

## Kontroverser
Haeffners arbete innebar genomgripande förändringar av psalmmelodierna, med en strävan att återgå till en enklare, klassisk stil - något som inte uppskattades av alla hans samtida musikerprofiler och orsakade en flerårig, tidvis hetsig, debatt i musik-akademiska kretsar. År 2001 belyste Anders Dillmar denna debatt om Haeffners koralbok i sin doktorsavhandling Dödshugget mot vår nationella tonkonst: Hæffnertidens koralreform i historisk, etnohymnologisk och musikteologisk belysning, där han återupprättar Haeffner.
Haeffner utgav 1821 även ett häfte med preludier till de flesta psalmerna, tillsammans med några marscher.

## Koralboken
Haeffner anses ha hämtat en stor del av sin inspiration till kompositioner ur Johann Balthasar Königs koraler och andra tryckta källor, som Etlich Christlich Lieder.
Koralboken ersattes slutligen 1939 med musiken till 1937 års psalmbok, och Haeffners koralbok användes alltså i Svenska kyrkan i 120 år.

## Publiceringar
- Svensk Choralbok Af Kongl. Psalm-Kommitén gillad och antagen år 1819. Utarbetad af Ioh. Christ. Fred. Haeffner. Stockholm 1820.
- Svenska choralbokens samt svenska messans discant-stämma efter Haeffner. Uppsala 1824.
- J.A. Josephson: Förslag till ändringar vid J. Chr. Fr. Haeffners år 1819 utgifna Koralbok, enligt uppdrag af Kongl. Musikaliska Akademien (1877)
- Haeffners koralbok för kyrkan, skolan och hemmet, Norstedts förlag, Stockholm, 1903. Under medverkan af Conrad Lagergren och August Nordqvist redigerade koralbok.[förtydliga]
- Olika utgåvor av olika personer, mer eller mindre bearbetade från Haeffners original, finns redovisade här http://libris.kb.se/hitlist?d=libris&q=Johann+Haeffner+Koraler&f=simp&spell=true&hist=true&p=1
- 1921 utgavs i ett tillägg flera nya psalmer, varvid även koralboken utökades.

### Fotnoter
1. ↑  Dillmar, Anders (2001). "Dödshugget mot vår nationella tonkonst": Hæffnertidens koralreform i historisk, etnohymnologisk och musikteologisk belysning. Lund: Lunds universitet. Libris 8364282. ISBN 91-628-4616-7